# Ранчо-Кукамонга
Ранчо-Кукамонга (англ. Rancho Cucamonga) — місто (англ. city) в США, в окрузі Сан-Бернардіно штату Каліфорнія. Населення — 174 453 особи (2020). Місто розташоване на півдні округу і є третім за населенням в ньому.

## Географія
Ранчо-Кукамонга розташоване за координатами 34°7′24″ пн. ш. 117°33′51″ зх. д. / 34.12333° пн. ш. 117.56417° зх. д. (34.123315, -117.564207).  За даними Бюро перепису населення США в 2010 році місто мало площу 103,26 км², з яких 103,21 км² — суходіл та 0,05 км² — водойми.

### Клімат
| Клімат : Ранчо-Кукамонга | Клімат : Ранчо-Кукамонга | Клімат : Ранчо-Кукамонга | Клімат : Ранчо-Кукамонга | Клімат : Ранчо-Кукамонга | Клімат : Ранчо-Кукамонга | Клімат : Ранчо-Кукамонга | Клімат : Ранчо-Кукамонга | Клімат : Ранчо-Кукамонга | Клімат : Ранчо-Кукамонга | Клімат : Ранчо-Кукамонга | Клімат : Ранчо-Кукамонга | Клімат : Ранчо-Кукамонга | Клімат : Ранчо-Кукамонга |
| Показник                 | Січ.                     | Лют.                     | Бер.                     | Квіт.                    | Трав.                    | Черв.                    | Лип.                     | Серп.                    | Вер.                     | Жовт.                    | Лист.                    | Груд.                    | Рік                      |
| Абсолютний максимум, °C  | 32,2                     | 32,2                     | 36,1                     | 43,3                     | 41,7                     | 46,1                     | 44,4                     | 43,9                     | 44,4                     | 43,3                     | 36,7                     | 33,9                     | 46,1                     |
| Середній максимум, °C    | 19,0                     | 20,3                     | 20,7                     | 23,5                     | 26,1                     | 30,0                     | 34,4                     | 34,3                     | 31,9                     | 27,9                     | 22,4                     | 19,4                     | 25,8                     |
| Середній мінімум, °C     | 5,2                      | 6,1                      | 6,7                      | 8,3                      | 10,8                     | 13,3                     | 16,2                     | 16,7                     | 15,0                     | 11,8                     | 7,6                      | 5,2                      | 11,4                     |
| Абсолютний мінімум, °C   | −3,9                     | −1,7                     | −1,1                     | 0,6                      | 3,3                      | 6,1                      | 11,1                     | 10,6                     | 8,3                      | 4,4                      | −3,3                     | −4,4                     | −4,4                     |
| Днів з дощем             | 7,2                      | 6,7                      | 7,7                      | 4,1                      | 2,8                      | 1,6                      | 0,5                      | 0,7                      | 1,7                      | 2,6                      | 3,4                      | 4,8                      | 43,8                     |
| ------------------------ | ------------------------ | ------------------------ | ------------------------ | ------------------------ | ------------------------ | ------------------------ | ------------------------ | ------------------------ | ------------------------ | ------------------------ | ------------------------ | ------------------------ | ------------------------ |
| Джерело:                 |                          |                          |                          |                          |                          |                          |                          |                          |                          |                          |                          |                          |                          |

## Демографія
Згідно з переписом 2010 року, у місті мешкало 165 269 осіб у 54 383 домогосподарствах у складі 41 304 родин. Густота населення становила 1600 осіб/км².  Було 56618 помешкань (548/км²).
Расовий склад населення:
| - 62,0 % — білих - 10,4 % — азіатів - 9,2 % — чорних або афроамериканців - 0,7 % — корінних американців - 0,3 % — вихідців з тихоокеанських островів - 12,0 % — осіб інших рас |

До двох чи більше рас належало 5,4 %. Частка іспаномовних становила 34,9 % від усіх жителів.
За віковим діапазоном населення розподілялося таким чином: 25,7 % — особи молодші 18 років, 66,4 % — особи у віці 18—64 років, 7,9 % — особи у віці 65 років та старші. Медіана віку мешканця становила 34,5 року. На 100 осіб жіночої статі у місті припадало 97,6 чоловіків;  на 100 жінок у віці від 18 років та старших — 95,2 чоловіків також старших 18 років.
Середній дохід на одне домашнє господарство  становив 93 234 долари США (медіана — 77 396), а середній дохід на одну сім'ю — 103 463 долари (медіана — 87 871). Медіана доходів становила 61 999 доларів для чоловіків та 47 938 доларів для жінок. За межею бідності перебувало 8,8 % осіб, у тому числі 11,9 % дітей у віці до 18 років та 7,0 % осіб у віці 65 років та старших.
Цивільне працевлаштоване населення становило 82 214 особи. Основні галузі зайнятості: освіта, охорона здоров'я та соціальна допомога — 25,3 %, роздрібна торгівля — 12,3 %, виробництво — 9,8 %, науковці, спеціалісти, менеджери — 9,3 %.

## Економіка
Місто є одним з основних центрів логістики в регіоні. Великі площі в місті зайняті під дистриб'юторські центри та маленькі фірми.